# Beringomyia politonigra
Beringomyia politonigra là một loài ruồi trong họ Limoniidae. Chúng phân bố ở miền Cổ bắc.